# Diskrete Kategorie

Bildhafte Darstellung einer diskreten Kategorie bestehend aus fünf Objekten.

Im mathematischen Teilgebiet der Kategorientheorie ist eine diskrete Kategorie eine besonders triviale Kategorie. Eine Kategorie heißt genau dann diskret, wenn sie nur aus Objekten (und, falls man dazwischen unterscheidet, ihren jeweiligen identischen Morphismen) besteht. Mitunter werden zudem Kategorien, die äquivalent zu einer solchen Kategorie sind, zugelassen. Bei manchen Konstruktionen bilden diskrete Kategorien einen wichtigen Spezialfall. Eine Kategorie ist genau dann diskret, wenn sie zugleich Gruppoid und partielle Ordnung ist.

## Funktoren
Jede Abbildung zwischen zwei diskreten Kategorien ist ein Funktor. Somit lässt sich die Kategorie der Mengen in die Kategorie der (kleinen) Kategorien mittels eines volltreuen Funktors einbetten, der jeder Menge die diskrete Kategorie, bestehend aus den Elementen der Menge als Objekte, zuordnet.

## Produktkategorie
Für eine diskrete (kleine) Kategorie {\displaystyle I} und eine beliebige Kategorie {\displaystyle {\mathcal {C}}} ist die Kategorie {\displaystyle {\mathcal {C}}^{I}} der Funktoren von {\displaystyle I} nach {\displaystyle {\mathcal {C}}} mit natürlichen Transformationen als Morphismen nichts anderes als die Produktkategorie {\displaystyle \textstyle \prod _{i\in I}{\mathcal {C}}}.

## Produkte und Koprodukte
Das Produkt einer Familie von Objekten {\displaystyle (X_{i})_{i\in I}} (falls es existiert) in einer Kategorie {\displaystyle {\mathcal {C}}} ist der Spezialfall des allgemeines Limesbegriffs: Es ist gerade der Limes des Funktors {\displaystyle I\to {\mathcal {C}},i\mapsto X_{i}}, wobei {\displaystyle I} als diskrete Kategorie aufgefasst wird. Dual dazu ist das Koprodukt jener Familie von Objekten (falls es existiert) der Kolimes dieses Funktors.